# SYR4・グッバイ・20th・センチュリー
『SYR4 グッバイ・20th・センチュリー』（SYR4: Goodbye 20th Century）は、1999年に発売されたソニック・ユースの2枚組アルバムである。
アルバムジャケットのグラフィックはクリス・アビブ。裏面にはルー・ハリソンの“Everything comes to the end...even the twentyth century”という言葉が引用されている。

## 収録曲
ディスク1
1. エッジズ - Edges (16:03)
  - クリスチャン・ウォルフ
2. シックス(サードテイク) - Six (3rd Take) (3:03)
  - ジョン・ケージ
3. シックス・フォー・ニュー・タイム - Six for New Time (8:06)
4. +- - +- (7:01)
  - 小杉武久
5. ヴォイス・ピース・フォー・ソプラノ - Voice Piece for Soprano (0:17)
  - オノ・ヨーコ
6. ペンデュラム・ミュージック - Pendulum Music (5:55)

ディスク2
1. "Having Never Written a Note for Percussion" (9:09)
  - ジェームズ・テニー
2. "Six (4th Take)" (2:10)
  - ジョン・ケージ
3. "Burdocks" (13:12)
  - クリスチャン・ウォルフ
4. "Four6" (30:01)
  - ジョン・ケージ
5. "Piano Piece No. 13 (Carpenter's Piece) (For Nam June Paik)" (3:58)
  - ジョージ・マチューナス
6. "Pièce enfantine" (1:28)
  - ニコラス・スロニムスキー
7. "Treatise (Page 183)" (3:25)
  - コーネリアス・カーデュー